# Shinsenzai Wakashū
Shinsenzai Wakashū (新千載和歌集?, Nuova collezione di mille anni di waka), è la diciottesima Chokusen wakashū (勅撰和歌集?, Antologia imperiale) giapponese di waka e la decima delle Jūsandaishū. Compilata da Nijō Tamesada, commissionata dal daijō Tennō Go-Kōgon su richiesta dello shōgun Ashikaga Takauji. L'antologia comprende 20 volumi per un totale di 2.364 waka.

## Struttura
L'11 giugno 1356 (Enbun 1), su richiesta di Ashikaga Takauji, l'imperatore Go-Kōgon emanò un editto imperiale. L'anno successivo, la raccolta fu presentata come Enbun Hyakushū (Cento poesie di Enbun), ma la selezione fu quasi annullata a causa della morte di Takauji nel 1358. Tuttavia, Ton'a convinse Ashikaga Yoshiakira a continuare la raccolta, che fu completata nel dicembre 1359 (Enbun 4).
Sono presenti 2365 poesie e nessuna prefazione. La raccolta è composta dalle seguenti sezioni: primavera (superiore e inferiore), estate (superiore e inferiore), autunno (superiore e inferiore), inverno (superiore e inferiore), separazione, indipendenza, viaggio, divinità, amore (1-5), varie (superiore medio e inferiore), dolore e celebrazione.
Molte delle poesie della raccolta sono di membri delle scuole Nijō e Daikakuji, ma sono favoriti anche i poeti della scuola Kyōgoku. Il motivo è che il poeta che ha selezionato le poesie è Nijō Tamesada della scuola Nijō, mentre l'ordine imperiale è stato emesso dall'imperatore Go-Kōgon della linea Jimyōin-tō. Le poesie sono inoltre caratterizzate dal fatto che la scuola Reizei e le persone della Corte del sud erano trattate con freddezza, e molte delle poesie sono di guerrieri. Lo stile delle poesie è generalmente descritto come tradizionale, gentile, elegante e semplice.
Non ci sono prove che la Shinsenzai Wakashū abbia avuto un'influenza significativa sulle antologie waka successive. Tuttavia, è stata la prima antologia di waka imperiale a passare dalla corte imperiale allo shogunato, che aveva il diritto di decidere quali poesie fossero selezionate dalla corte imperiale e di nominare i selezionatori.